# Fojtógébicsfélék
A fojtógébicsfélék (Cracticidae) a madarak osztályának verébalakúak (Passeriformes) rendjébe tartozó család. Négy nem és tizenkét faj tartozik a családba.
Egyes osztályozások nem tartják önálló családnak, hanem a fecskeseregély-félék (Artamidae) családján belüli alcsaládnak (Cracticinae) tekintik, a Sibley–Ahlquist-féle madárrendszertan pedig a varjúfélék (Corvidae) családon belül a fecskeseregély-félék nemzetségébe (Artamini) helyezi őket. 4 nem és 12 faj tartozik a családba.

## Rendszerezés
A családba az alábbi nemek és fajok tartoznak:
- Peltops  Wagler 1829 – 2 faj
  - síksági peltopsz-légykapó (Peltops blainvillii)
  - hegyi peltopsz-légykapó (Peltops montanus)

- Melloria Mathews, 1912 – 1 faj
  - fekete fojtógébics ((Melloria quoyi)

- Cracticus Vieillot 1816 – 6 faj
  - örvös fojtógébics (Cracticus torquatus)
  - ezüsthátú fojtógébics (Cracticus argenteus)
  - feketehátú fojtógébics Cracticus mentalis
  - feketetorkú fojtógébics (Cracticus nigrogularis)
  - Cracticus cassicus
  - szürke fojtógébics (Cracticus louisiadensis)

- Strepera  Lesson 1830 – 3 faj
  - tarka rablóvarjú (Strepera graculina)
  - fekete rablóvarjú (Strepera fuliginosa)
  - szürke rablóvarjú (Strepera versicolor)

- Gymnorhina John Edward Gray|Gray 1840 – 2 faj
  - feketehátú fuvolázómadár (Gymnorhina tibicen)
  - fehérhátú fuvolázómadár (Gymnorhina hypoleuca vagy Gymnorhina tibicen hypoleuca)

|  |  |  |